# 2833 Radishchev
2833 Radishchev este un asteroid din centura principală, descoperit pe 9 august 1978 de Liudmila Cernîh și Nikolai Cernîh.